# Абазівське газоконденсатне родовище
Абазівське газоконденсатне родовище — газоконденсатне родовище, що належить до Глинсько-Солохівського газонафтоносного району Східного нафтогазоносного регіону України.

## Опис
Розташоване в Полтавській області на відстані 20 км від м. Полтава.
Знаходиться в приосьовій зоні Дніпровсько-Донецької западини в межах Семенцівсько-Мачуської групи піднять.
Структура виявлена в 1959 р. Продуктивними є горизонти верхньосерпуховського під'ярусу, що залягають у вигляді структурного носа (20 % продукт. площі). Решта цієї площі — монокліналь, обмежена з усіх боків тектонічними порушеннями амплітудою 70-200 м. Розміри блоку 5,3х2,8 м. Перший промисл. приплив газу отримано з серпуховських утворень з інт. 4370-4390 м у 1977 р.
Поклади пластові, тектонічно екрановані та літологічно обмежені.
Експлуатується з 1979 р. Режим покладів газовий. Запаси початкові видобувні категорій А+В+С1: газу — 32985 млн. м³; конденсату — 2250 тис. т.